# Tage Ekelund
Tage Svante Sigfrid Ekelund, född 12 juli 1908 i Stockholm, död 10 oktober 1988 i Malmö, var en svensk dekorationsmålare och tecknare.
Han var son till konditorn Sven Birger Jarl Ekelund och Thilda Bondesson samt från 1936 gift med Ingrid Helena Ljunggren.
Ekelund bedrev konststudier i Köpenhamn 1928–1932 samt i Stockholm för Natan Johansson och Eigil Schwab 1942. Han medverkade i utställningar i bland annat Lund, Malmö och Trelleborg. Hans konst består av landskap, porträtt och djurstudier i akvarell eller tusch.  Ekelund är representerad vid Umeå museum med en akvarell. Han är gravsatt i minneslunden på Östra kyrkogården i Malmö.